# Richard Breitman
Richard David Breitman (* 27. März 1947) ist ein US-amerikanischer Historiker, der sich auf die Erforschung des Holocaust spezialisiert hat.

## Leben
Breitman studierte von 1965 bis 1969 am Yale College und schloss sein Studium mit dem Bachelor of Arts ab. Anschließend erhielt er ein Stipendium der Carnegie Foundation for the Advancement of Teaching zur Fortsetzung seiner Studien an der Yale University. In Harvard erwarb er 1971 den Master of Arts und 1975 den Ph. D. Anschließend erhielt er ein einjähriges postdoktorales Stipendium der Krupp-Stiftung.
1976 nahm Breitman eine Assistenz-Professorenstelle an der American University an, wurde 1981 Associate Professor und 1985 Professor of History. Von 1995 bis 1997 war er Leiter seines Fachbereichs. Von 2000 bis 2007 bekleidete er den Posten des Director of Historical Research bei der Nazi War Criminals Records and Imperial Japanese Record Interagency Working Group, einer Regierungsbehörde, die sich mit der Freigabe des US-amerikanischen Archivmaterials über die Kriegsverbrechen im Zweiten Weltkrieg gemäß dem Nazi War Crimes Disclosure Act und dem Japanese Imperial Government Disclosure Act beschäftigt.
Breitman ist leitender Herausgeber der Fachzeitschrift Holocaust and Genocide Studies und ist einer der Redakteure der Internetseite „German History in Documents and Images“ des Deutschen Historischen Instituts Washington D.C. In seinen Veröffentlichungen beschäftigt er sich unter anderem mit der zeitgenössischen Kenntnis vom Holocaust bei den alliierten Regierungen und dem Problem der Unterstützung dieser für die europäischen Flüchtlinge.

## Veröffentlichungen (Auswahl)
- German Socialism and Weimar Democracy, University of North Carolina Press, Chapel Hill 1981.
- mit Walter Laqueur: Der Mann, der das Schweigen brach. Wie die Welt vom Holocaust erfuhr. Ullstein, Frankfurt 1986 (Originalausgabe: Breaking the Silence: The German Who Exposed the Final Solution, Simon and Schuster, New York 1986).
- mit Alan Kraut: American Refugee Policy and European Jewry, 1933–1945, Indiana University Press, Bloomington 1987.
- Der Architekt der "Endlösung": Himmler und die Vernichtung der europäischen Juden, Schöningh, Paderborn 1996 (Originalausgabe: The Architect of Genocide: Himmler and the Final Solution, Alfred A. Knopf, New York 1991).
- Official Secrets: What the Nazis Planned, What the British and Americans Knew, Hill and Wang/Farrar Straus & Giroux, New York 1998 (deutsch: Staatsgeheimnisse. Die Verbrechen der Nazis – von den Alliierten toleriert. Karl Blessing Verlag, 1999).
- mit Norman J. W. Goda, Timothy Naftali, Robert Wolfe: U.S. Intelligence and the Nazis, The National Archives Trust Fund for the Nazi War Criminals Records  Interagency Working Group, Washington D.C. 2004.
- mit Allan Lichtman: FDR & the Jews. Harvard University Press, 2013
- A Calculated Restraint: What Allied Leaders Said about the Holocaust. Harvard University Press, Cambridge 2025, ISBN 978-0-674-29364-9.